# Asellia patrizii
Asellia patrizii е вид прилеп от семейство Подковоносови (Rhinolophidae). Видът не е застрашен от изчезване.

## Разпространение
Разпространен е в Еритрея, Етиопия и Саудитска Арабия.